# Asilomaria ampullata
Asilomaria ampullata is een platworm (Platyhelminthes). De worm is tweeslachtig. De soort leeft in het zoute water.
Het geslacht Asilomaria, waarin de platworm wordt geplaatst, wordt tot de familie Calviriidae gerekend. De wetenschappelijke naam van de soort werd voor het eerst geldig gepubliceerd in 1966 door Karling.